# Tiempo de morir (pel·lícula de 1985)
Tiempo de morir és una pel·lícula colombiana de 1985 dirigida per Jorge Alí Triana, protagonitzada per Gustavo Angarita, María Eugenia Dávila i Sebastián Ospina. El guió, escrit per Gabriel García Márquez, ha estat filmat dues vegades abans, primer en 1965 pel director mexicà Arturo Ripstein i en 1982 també per Jorge Alí Triana com una sèrie de televisió produïda per RTI Producciones.
Usant l'estil del western, la pel·lícula mostra temes crítics llatinoamericans com el masclisme, l'honor familiar i la revenja. Fou seleccionada per representar Colòmbia com a pel·lícula estrangera als Premis Oscar de 1986, però la seva nominació no va ser acceptada.
Tiempo de morir va ser molt ben rebuda i és considerada una de les millors pel·lícules colombianes de la dècada del 1980 juntament amb Cóndores no entierran todos los días i Milagro en Roma.

## Sinopsi
Juan Sayago, un home de mitjana edat, és alliberat de la presó després de complir una condemna de 18 anys per la mort de Raúl Moscote en un duel. Sayago torna immediatament a la seva ciutat natal, un petit poble polsós de carrers sense pavimentar. Ell vol oblidar el passat i reconstruir la seva vida, però l'espera un destí advers. Juan visita per primera vegada la ferreria d'un vell amic, però l'home va morir fa molts anys i Diego, el nou ferrer i fill del seu amic mort, adverteix Sayago que els dos fills de Raúl Moscote han jurat venjar la mort del seu pare. No obstant això, a Juan no el molesta aquest perill. Va pagar pel seu crim i només espera una vellesa pacífica.

## Repartiment
- Gustavo Angarita - Juan Sayago
- María Eugenia Dávila - Mariana
- Sebastián Ospina - Julián Moscote
- Jorge Emilio Salazar - Pedro Moscote
- Reynaldo Miravalles - Casildo
- Enrique Almirante - alcalde
- Lina Botero - Sonia
- Nelly Moreno - prostituta
- Carlos Barbosa - doctor
- Héctor Rivas - Don Tulio
- Edgardo Román - Diego
- Lucy Martínez - Rosa
- Mónica Silva - mare de Sonia
- Luis Chiappe - barber
- Alicia de Rojas - criada de Mariana
- Giovanni Vargas - fill de Mariana
- Berta Catano - Dolores
- César Ambalema - el policia